# التبادل الأمريكي العظيم

أمثلة على أنواع الحيوانات التي هاجرت بين القارَّتين الأمريكيَّتين أثناء التبادل العظيم. الحيوانات المُلوَّنة بالأخضر الزيتوني انحدرت من أسلافٍ من أمريكا الجنوبية، بينما تلك المُلوَّنة بالأزرق انحدرت من أسلافٍ من أمريكا الشمالية.

التبادل الأمريكي العظيم (بالإنجليزية: Great American Interchange)‏ هو حدث كبير الأهميَّة في الجغرافيا الحيوية، هاجرت خلاله العديد من أنواع حيوانات اليابسة والمياه العذبة بين قارتي أمريكا الشمالية وأمريكا الجنوبية نتيجة ظهور برزخ بنما البركاني من قاع المُحيط ليصل القارَّتين المنفصلتين سابقاً بجسر يابسة. وصلت حركة الهجرة الحيوانيَّة هذه ذروة سرعتها قبل نحو 3 ملايين سنة من الآن، أثناء ما يُسمَّى العصر البياشنزي. أدَّت هذه الظاهرة إلى التحام المنطقتين البيئيَّتين في أمريكا الجنوبية والشمالية لتكوين الأمريكيتين. تمكَّن علماء الطبيعة من التأكد من وُقوع هذه الظاهرة بدراسة طبقات الأرض والطبيعة على حدِّ سواء، وكان أكثر تأثيراتها وضوحاً وقوَّة ه وتغييرها الجغرافيا الحيويَّة لفصائل الثدييات في المنطقة، إلا أنَّها أحدثت أيضاً تغيُّرات كثيرة على توزيع الزواحف والبرمائيات ومفصليات الأرجل والطيور غير القادرة على الطيران وأسماك المياه العذبة.
كان أول من اقترح فكرة وُقوع التبادل الأمريكي العظيم هو العالم ألفرد راسل والاس المُلقَّب بـ«أب الجغرافيا الحيوية» في سنة 1876. أمضى والاس أربع سنواتٍ من عام 1848 إلى 1852 وهو يستكشف منطقة حوض الأمازون ويجمع منها عيِّنات لدراساته. بعد أن اقترح والاس الفكرة الأولية ساعد عدد من العلماء بتطويرها ودراستها، ومن أهمِّهم ويليام ديلر ماثيو وجورج جايلورد سيمبسون وبريان باترسون.
حدثت تبادلاتٌ إقليميَّة شبيهة بالتبادل الأمريكي العظيم أثناء الحقبة المعاصرة من تاريخ كوكب الأرض، منها ما حدث عند التحام كتلة شبه القارة الهندية and Africa وأفريقيا مع صفيحة أوراسيا قبل 50 و30 مليون سنة على التوالي.

## معرض صور

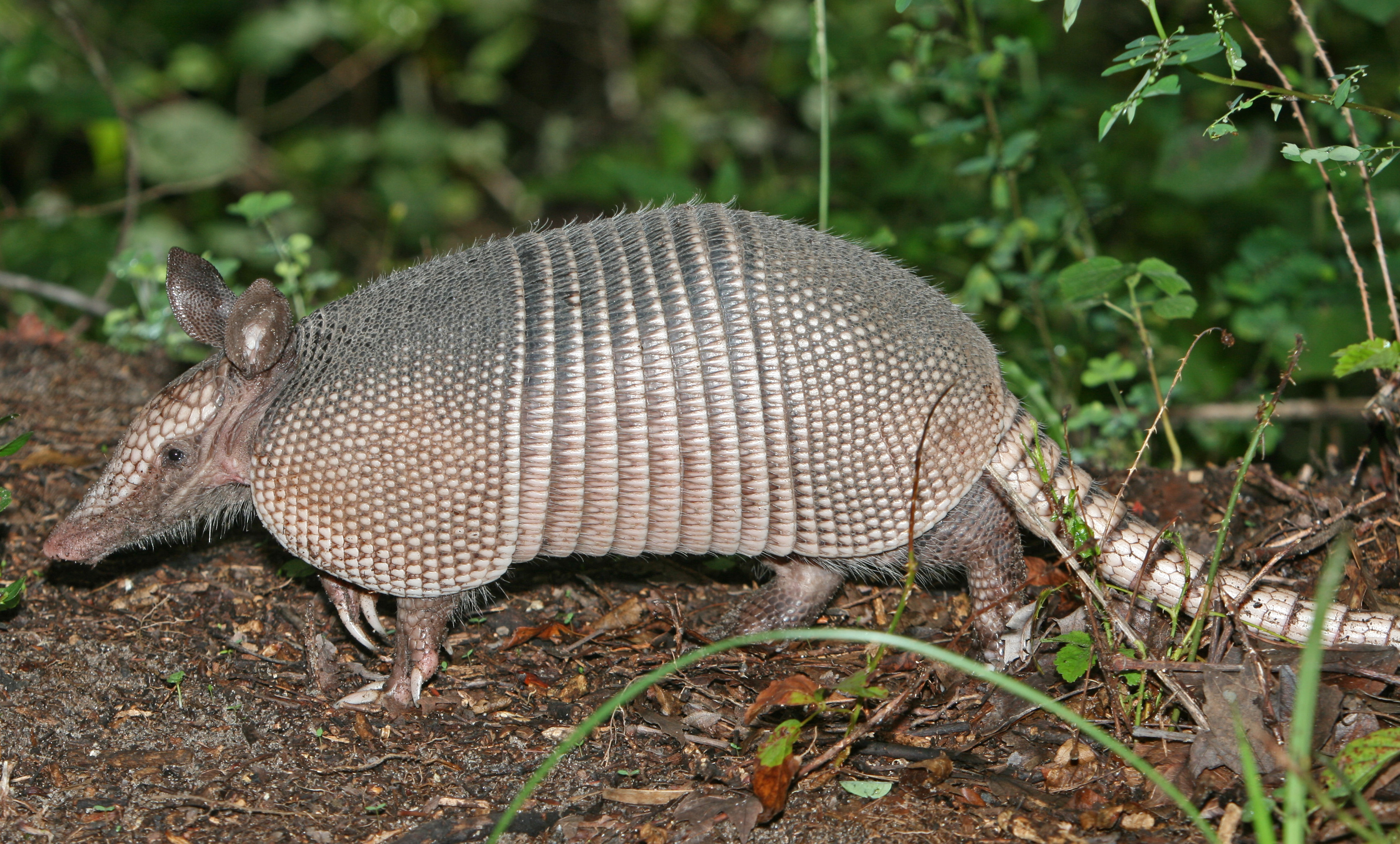
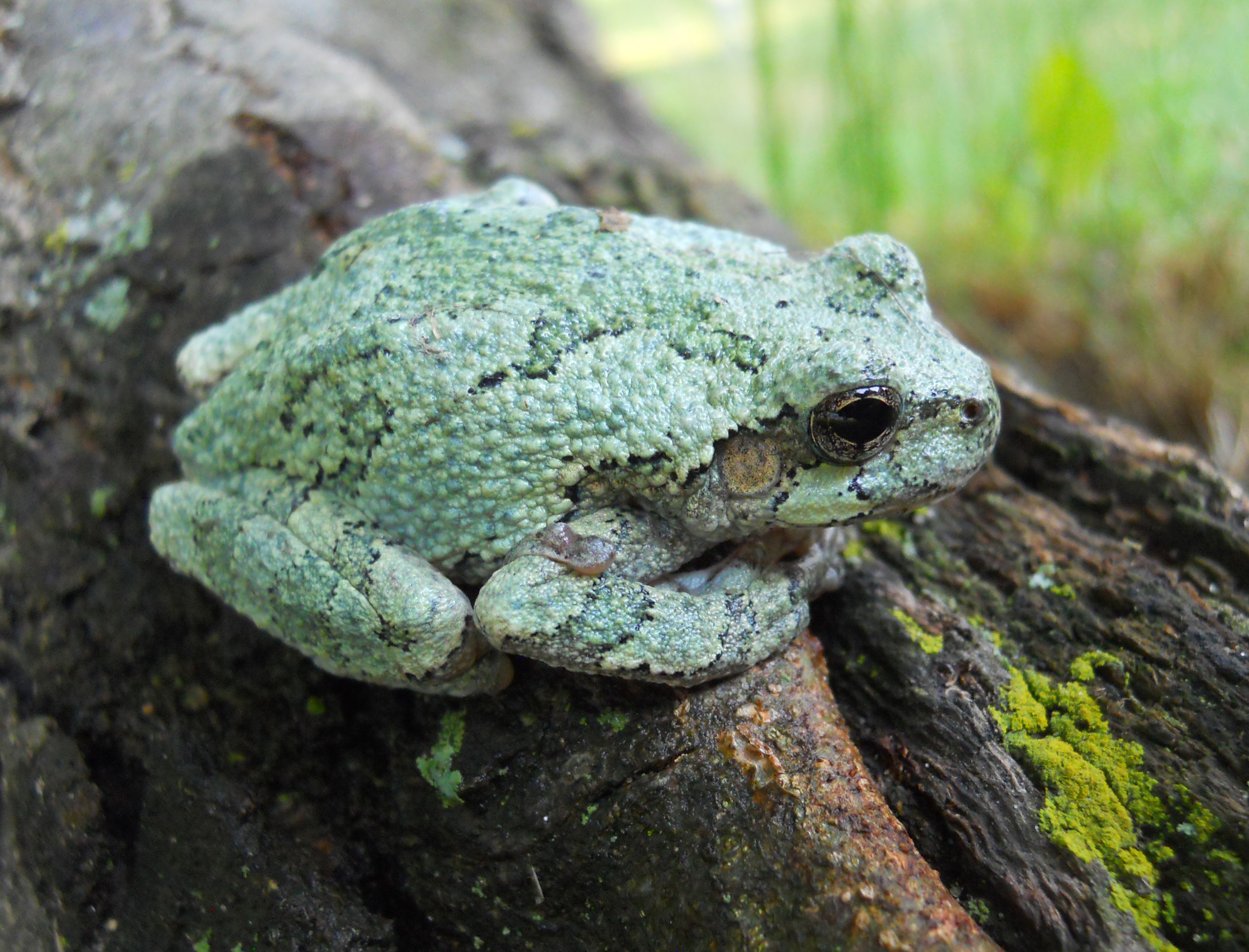
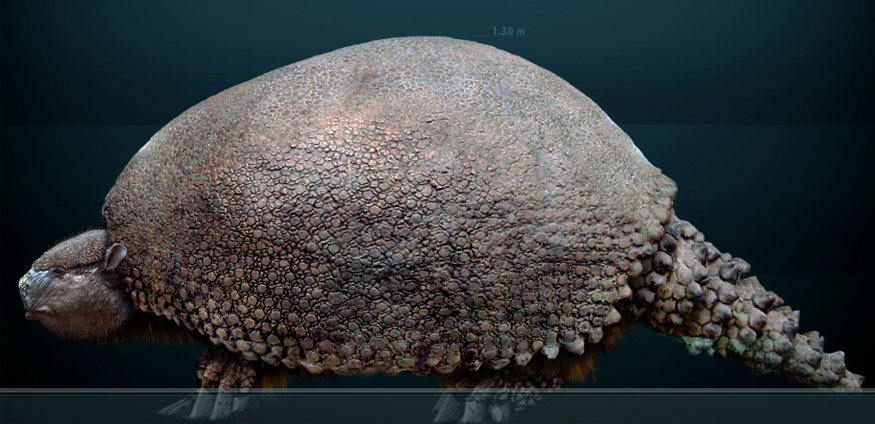
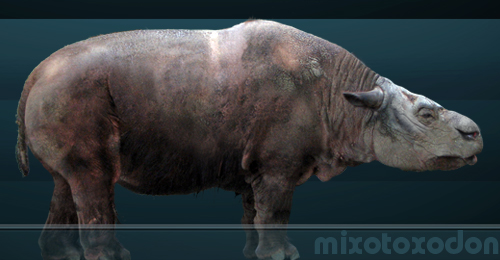
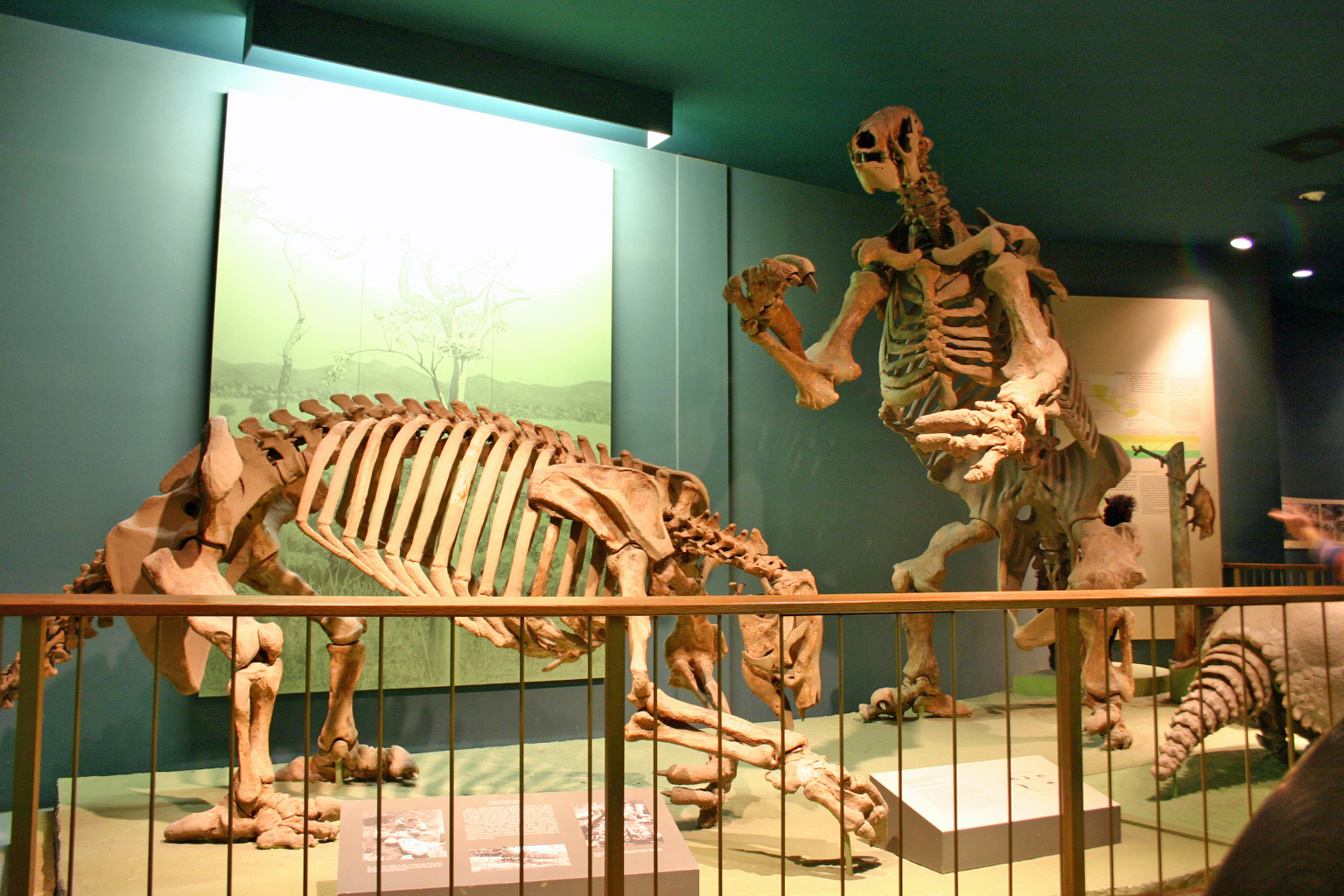
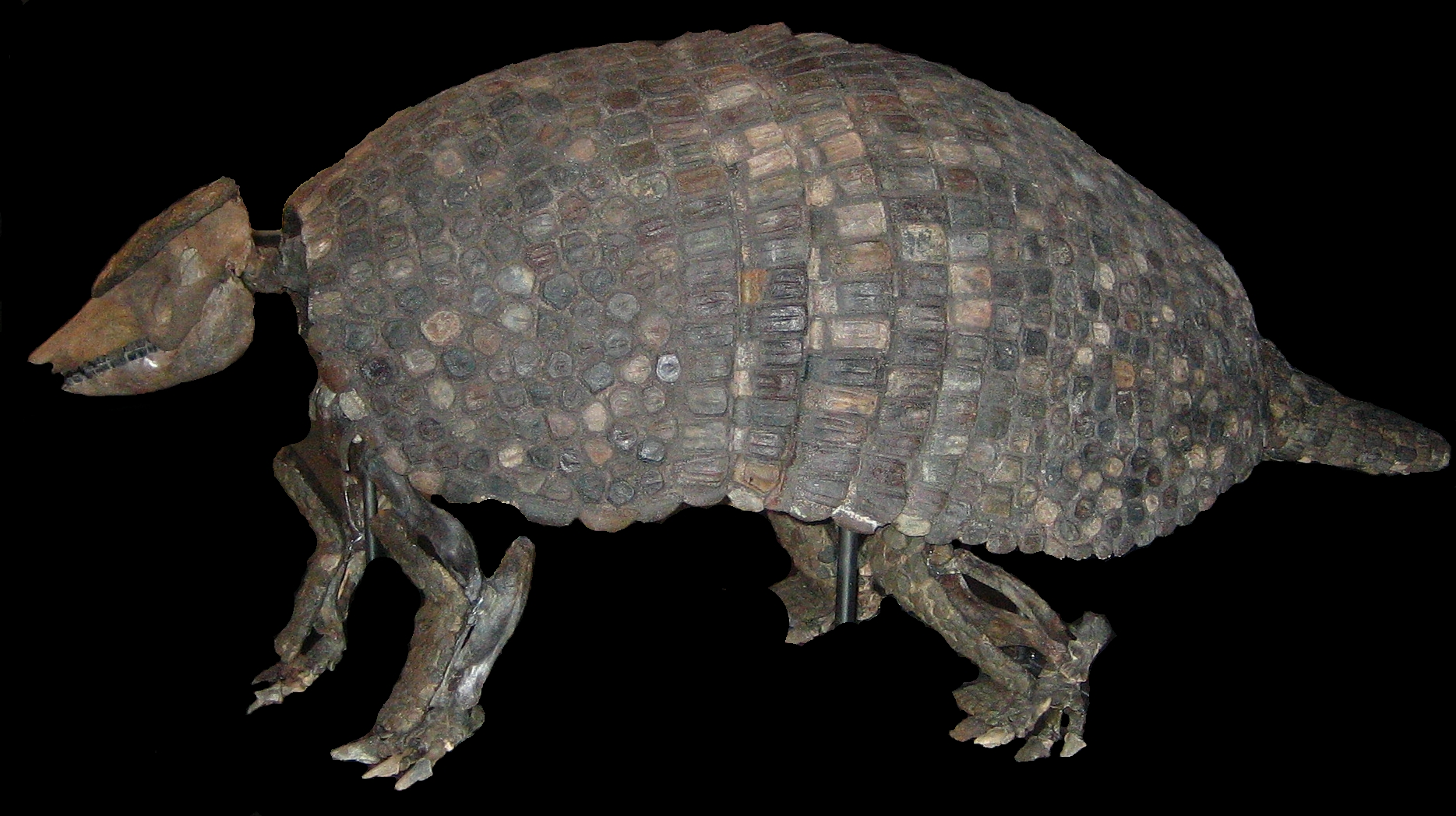